# Styggevatnet
Styggevatnet is een gletsjermeer van de gletsjer Austedalsbreen, een zijarm van de Jostedalsbreen, in de Noorse provincie Vestland.